# Sascha Macht

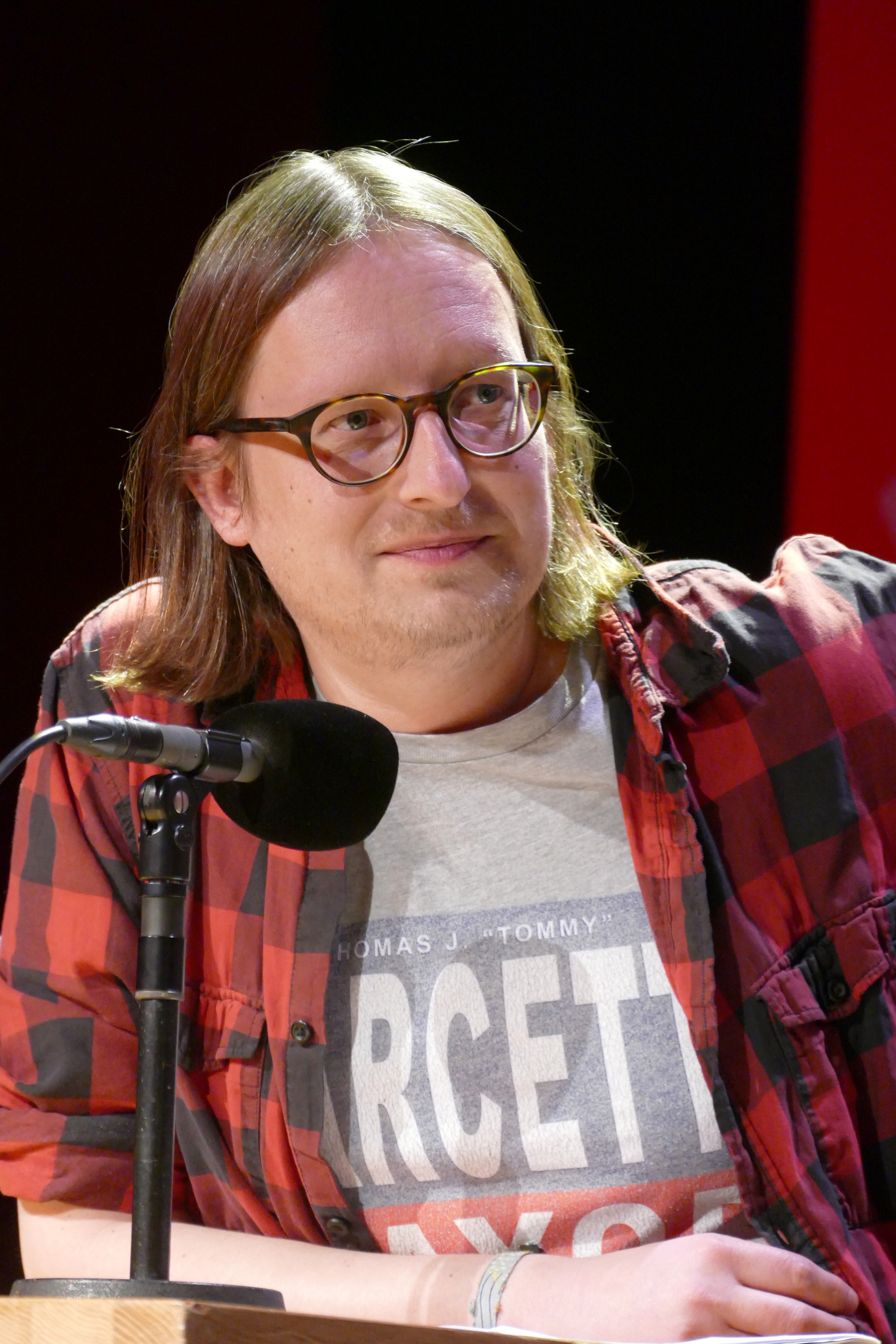
Sascha Macht bei den Wortspielen München 2022

Sascha Macht (geboren 1986 in Frankfurt (Oder)) ist ein deutscher Autor.

## Leben
Sascha Macht studierte Literarisches Schreiben am Deutschen Literaturinstitut Leipzig. 2016 las er beim Ingeborg-Bachmann-Preis; mit seinem ersten Roman Der Krieg im Garten des Königs der Toten gewann er den Debütpreis der lit.Cologne.
Er lebt in Leipzig.

## Werke
- Nach den Spionen. Erzählung, E-Book. Matthes & Seitz, Berlin 2015, ISBN 978-3-95757-320-9.
- Der Krieg im Garten des Königs der Toten. Roman. Dumont, Köln 2016, ISBN 978-3-8321-9827-5.
- Spyderling. Roman. Dumont, Köln 2022, ISBN 978-3-8321-8191-8.[2]

## Auszeichnungen
- 2011: Stipendium des Künstlerhauses Ahrenshoop[3]
- 2015: New German Fiction Award[4]
- 2016: Debütpreis der Lit.Cologne
- 2016: Einladung zum Wettbewerb um den Ingeborg-Bachmann-Preis
- 2017: Stipendium des Literarischen Colloquiums Berlin
- 2018: Burgschreiber zu Beeskow